# Batería de níquel-zinc
La batería de níquel-zinc (a veces abreviada a los símbolos químicos de los elementos NiZn) es un tipo de batería recargable puede ser utilizado en herramientas eléctricas inalámbricas, teléfonos inalámbricos, cámaras digitales, con pilas de césped y herramientas de jardín y césped operadas por pilas, fotografía profesional, linternas , bicicletas eléctricas y sectores de vehículos eléctricos ligeros, entre otros usos. 
Los sistemas de baterías más grandes de níquel-cinc, se conocen desde hace más de 100 años. Desde el año 2000, el desarrollo de un sistema de electrodo de zinc estabilizado ha hecho esta tecnología viable y competitiva con otros sistemas de baterías recargables disponibles en el mercado.